# Hârsești
Hârsești è un comune della Romania di 2 529 abitanti, ubicato nel distretto di Argeș, nella regione storica della Muntenia.
Il comune è formato dall'unione di 3 villaggi: Ciobani, Hârsești e Martalogi.